# Бесе (Горња Марна)
Бесе (фр. Baissey) насеље је и општина у североисточној Француској у региону Шампања-Ардени, у департману Горња Марна која припада префектури Лангр.
По подацима из 2011. године у општини је живело 201 становника, а густина насељености је износила 20,16 становника/km². Општина се простире на површини од 9,97 km². Налази се на средњој надморској висини од 450 метара.

## Демографија
| 1962. | 1968. | 1975. | 1982. | 1990. | 1999. | 2011. |
| ----- | ----- | ----- | ----- | ----- | ----- | ----- |
| 187   | 212   | 213   | 224   | 227   | 200   | 201   |

График промене броја становника у току последњих година